# Charles Oberthür
Charles Oberthür (14 settembre 1845 – Rennes, 1º giugno 1924) è stato un entomologo francese.

## Biografia
Oberthur ha acquisito le collezioni di Jean Baptiste Boisduval (1799-1879), Achille Guenée (1809-1880), Jean-Baptiste Eugène Bellier de la Chavignerie (1819-1888), Adolphe de Graslin (1802-1882), Constant Bar (1817- 1884), Emmanuel Martin (1827-1897), Antoine Barthélemy Jean Guillemot e Henry Walter Bates (1825-1892). La sua immensa collezione, alla fine della sua vita, conteneva 5 milioni di esemplari in 15.000 scatole di vetro superiori a 50 x 39 cm. Nel 1916, fu la seconda più grande collezione privata del mondo.

## Opere
- 1879 Catalogue raisonné des Papilionidae de la Collection de Ch. Oberthür Etudes d'Entomologie, 4: 20–117.
- Études de lépidoptérologie comparée, impr. Oberthür, In-8° et in-4°, nombreuses planches
- Étude sur une collection de lépidoptères formée sur la côte de Malabar et à Ceylan par M. Émile Deschamps, 1889–1890, Paris, Société zoologique de France, 1892, In-8°, 16 p.
- Supplément du Bulletin de la Société scientifique et médicale de l'Ouest
- Faune des Lepidopteres de la Barbarie. Etudes de Lepidopterologie comparee, part 10, p. 1-459. Rennes, 1914.  text online plates online.
- Faune entomologique armoricaine. Lépidoptères (premier fascicule). Rhopalocères, avec Constant Houlbert, impr. Oberthur, 1912. In-8°, 260 p. réimprimé en 1922.
- Considérations sur la faune lépidoptérologique d’Alsace et sur les travaux et les collections des entomologistes alsaciens depuis le XVIIIe siècle., impr. Oberthür, 1920, In-8°, 30 p.
- Considérations sur la première question dont l'examen est proposé au congrès international de zoologie de Paris (5–10 août 1889) : "Des Règles à adopter pour la nomenclature des êtres organisés, de l'adoption d'une langue scientifique internationale", impr. Oberthür, 1889, Gr. in-8°, 7 p.